# Melinda
A Melinda  női név ismeretlen eredetű: ezt a nevet adta Bánk bán feleségének D'Ussieux francia író 1775-ben egy elbeszélésében és Katona József innen vette át Bánk bán című drámájához, a név ezután terjedt el.

## Gyakorisága
Az 1990-es években gyakori név, a 2000-es években a 63-99. leggyakoribb női név.

## Névnap
- október 29.[2]
- december 2.

## Híres Melindák
- Czink Melinda teniszezőnő
- Melinda, Bánk bán felesége Katona József drámájában
- Melinda Gates, Bill Gates felesége
- Kistétényi Melinda zeneművész, tanár, író
- Major Melinda színésznő
- Pastrovics Melinda kézilabdázó
- Szvorda Melinda válogatott labdarúgó
- Vincze Melinda kézilabdázó